# Schlacht von Ludlow
St Albans – Blore Heath – Ludlow – Northampton – Wakefield – Mortimer’s Cross – St Albans – Ferrybridge – Towton – Hedgeley Moor – Hexham – Edgecote Moor – Losecote Field – Barnet – Tewkesbury – Bosworth Field – Stoke
Die Schlacht von Ludlow (auch: Schlacht bei der Brücke von Ludford) war die bedeutendste Niederlage der Yorkisten am Beginn der Rosenkriege.

## Vorgeschichte
Nach dem Sieg in der Schlacht von Blore Heath marschierten die Yorkisten auf Worcester. Aber als sie auf eine starke Armee der Lancastrianer stießen, verschanzten sie sich bei der Brücke von Ludford. Ludford ist ein kleines Dorf vor Ludlow, beide trennt nur der Fluss Teme.

## Ablauf der Schlacht
Am 12. Oktober 1459 wechselte Sir Andrew Trollope, der Kommandeur des Kontingents aus Calais, die Seiten. König Heinrich VI. hatte ihm Pardon angeboten. Trollope brachte nicht nur seine Männer, sondern auch wertvolle Informationen über die Pläne und Armee der Yorkisten. Richard Plantagenet, 3. Duke of York, sah sich nun einer Übermacht von Drei zu Eins gegenüber. Am gleichen Abend beschlossen er und seine beiden Söhne zusammen mit Richard Neville, 16. Earl of Warwick, und Richard Neville, 5. Earl of Salisbury, vom Schlachtfeld zu fliehen. Richard Neville von Salisbury, und Eduard, Richard Plantagenets ältester Sohn, zogen sich nach Calais zurück, er selbst mit den anderen nach Dublin in Irland, wohin ihm sein zweiter Sohn, der erst 16-jährige Edmund, schwer verletzt folgte. Als die Yorkistische Armee am Morgen bemerkte, dass sie führerlos war, löste sie sich auf. Die Armee der Lancastrianer plünderte daraufhin das nun ungeschützte, mit dem Haus York sympathisierende Ludlow.